# Thương, Thương Châu
Thương (chữ Hán giản thể: 沧县, âm Hán Việt: Thương huyện) là một huyện thuộc địa cấp thị Thương Châu, tỉnh Hà Bắc, Cộng hòa Nhân dân Trung Hoa. Huyện Thương có diện tích 1527 ki-lô-mét vuông, dân số 650.000 người. Mã số bưu chính của huyện Thương là 061000. Chính quyền huyện Thương đóng ở quận Tân Hoa. Về mặt hành chính, huyện này được chia thành 4 trấn, 11 hương và 4 hương dân tộc.
- Trấn: Hưng Tế, Cựu Châu, Đỗ Sinh, Thôi Nhĩ Trang.
- Hương: Trương Quan Đồn, Uông Gia Phô, Ngỗ Long Đường, Lưu Gia Miếu, Phượng Hóa Điếm, Diệu Quan Đồn, Đại Quan Sảnh, Cao Xuyên, Hoàng Đệ Phô, Chỉ Phòng Đầu, Tiết Quan Đồn.
- Hương dân tộc: hương dân tộc Hồi Tiệp Địa, hương dân tộc Hồi Đỗ Lâm, hương dân tộc Hồi Lý Thiên Mộc, hương dân tộc Hồi Đại Trử Thôn.